# XXVe dynastie égyptienne
743 AEC – 656 AEC
Entités précédentes :
- XXIIe dynastie
- XXIIIe dynastie
- XXIVe dynastie
- Royaume de Koush

Entités suivantes :
- XXVIe dynastie
- Royaume de Koush

La XXVe dynastie pharaonique, de 743 à 656 AEC, est une lignée de rois qui a la particularité d'être uniquement nubienne, originaire du royaume de Napata. Ces rois sont de grands adorateurs du dieu Amon, de Napata. Leur origine les fera surnommer pharaons noirs, pharaons éthiopiens ou encore pharaons koushites, à telle enseigne que cette dynastie est parfois qualifiée aussi de « XXVe dynastie éthiopienne », et l'un de ses représentants infra, Taharqa, « d'Éthiopien ». Cette dynastie est la dernière de la Troisième Période intermédiaire : à son expulsion hors d'Égypte, le pays est réunifié, ce qui inaugure la Basse Époque.

## Histoire

### Histoire politique
À la chute du Nouvel Empire, le temple d'Amon du Gebel Barkal devient un foyer religieux intense, autour duquel se constitue une lignée locale, dont les chefs se font enterrer dans la nécropole voisine d'El-Kourrou. Ils finissent par se constituer en dynastie, et son premier souverain dont on connaisse le nom est Alara, mais il semble qu’il serait en fait le septième de la dynastie. Le début de la dynastie est contemporaine, en tout ou partie, des XXIIe, XXIIIe et XXIVe dynasties égyptiennes pharaoniques.
Si Kachta est le premier roi attesté sur le territoire égyptien, à Éléphantine plus précisément, sa domination sur la Haute-Égypte est incertaine. Le premier roi exerçant une réelle domination sur le territoire est Piânkhy, et ce au moins dès l'an 3 de son règne sur la Haute-Égypte. En 712 AEC, son fils Chabataka unifie le pays sous sa seule domination, après avoir tué le roi saïte Bakenranef. Les rois koushites restent alors la seule dynastie de pharaons en place. En effet, à la faveur d'une longue guerre entre Assyriens et Koushites, la Basse-Égypte reprend son autonomie. Des rois émergent, à Tanis (dynastie locale) comme à Saïs (XXVIe dynastie à partir de 680 AEC avec Tefnakht II). Nékao Ier, puis Psammétique Ier, jouent sur cette rivalité, se soumettant à l'un puis à l'autre au gré des circonstances, et finissent par réunifier l'Égypte vers 655 AEC, sous le règne de Psammétique Ier.

### Politique intérieure et culture
Les Nubiens (un de leurs noms romains) adoptent pleinement et revendiquent la culture égyptienne et la tradition pharaonique, en Égypte comme en Nubie. Des artisans égyptiens participent à la construction de temples nubiens, notamment à Napata et à Kawa.
Pour leurs tombes, les rois koushites adoptent la pyramide (nécropoles de El-Kourrou et Nouri). En Égypte, ils respectent scrupuleusement les coutumes et les institutions, s’affirmant pleinement égyptiens. On remarque ainsi des scènes traditionnelles de triomphe royal, où le roi koushite maîtrise des Nubiens.
Ils savent cependant assurer leur contrôle sur les clergés locaux en y associant des Nubiens. À Thèbes, la « divine adoratrice » en place doit adopter, pour lui succéder, une fille de Kachta, Amenardis Ire, et des princes koushites sont intégrés au clergé d’Amon à côté des grandes familles thébaines.
Dès cette période se manifeste une intense activité intellectuelle et artistique, cherchant ses références dans les formes anciennes du passé, notamment dans l’Ancien Empire. Le pouvoir koushite, désireux de s’intégrer au moule institutionnel pharaonique, de composer avec les élites égyptiennes, reprend une politique active en faveur des temples.

### Mentions dans la Bible
La dynastie est évoquée dans la Bible (Ancien Testament chrétien, Deuxième Livre des Rois judéo-chrétien), donc du point de vue des Hébreux (et annotée comme telle, XXVe dynastie (éthiopienne), en commentaire de bas de page), à travers la personne du pharaon Taharqa, nom aussi transcrit sous les formes Tirhaka, ou Tirhaqa.
Elle apparaît peut-être même au début du Premier Livre des Chroniques, de manière plus légendaire, voire généalogique, à travers le personnage de Koush (Cusch), fils de Cham, et donc petit-fils de Noé et neveu de Sem (donc cousin des Sémites), tous descendants d'Adam. Koush est le père de Saba, vraisemblablement à l'origine du royaume de Koush dont sera issue cette dynastie.
En revanche, ce serait à Tefnakht (ou Bakenranef ?), voire à Osorkon IV de Tanis, que le roi d'Israël Osée aurait envoyé des messagers à So (Saïs). Tefnakht et Bakenranef sont les rois de Saïs et pharaons de la courte XXIVe dynastie. Osorkon IV est le dernier pharaon de la XXIIe dynastie, parfois considéré comme un pharaon de la XXIIIe dynastie. Ce serait à l'un d'eux plutôt qu'a priori à Piânkhy, l'initiateur de la XXVe dynastie, et à ce titre le successeur d'Osorkon. Selon le Second Livre des Rois, le roi d'Israël Osée aurait envoyé des messagers à So (Saïs), vers 725 ou 724 av. J.-C., pour tenter d'affranchir son pays du tribut payé à l'Assyrie, au grand dam du nouveau roi assyrien Salmanazar V. À moins que Piânkhy ait été lui-même considéré par la Bible comme roi de Saïs, en tant que suzerain, sinon de souverain direct (?), voire donc par l'intermédiaire de l'un de ses anciens rivaux précités pour le titre de pharaon, mais finalement vassalisés.

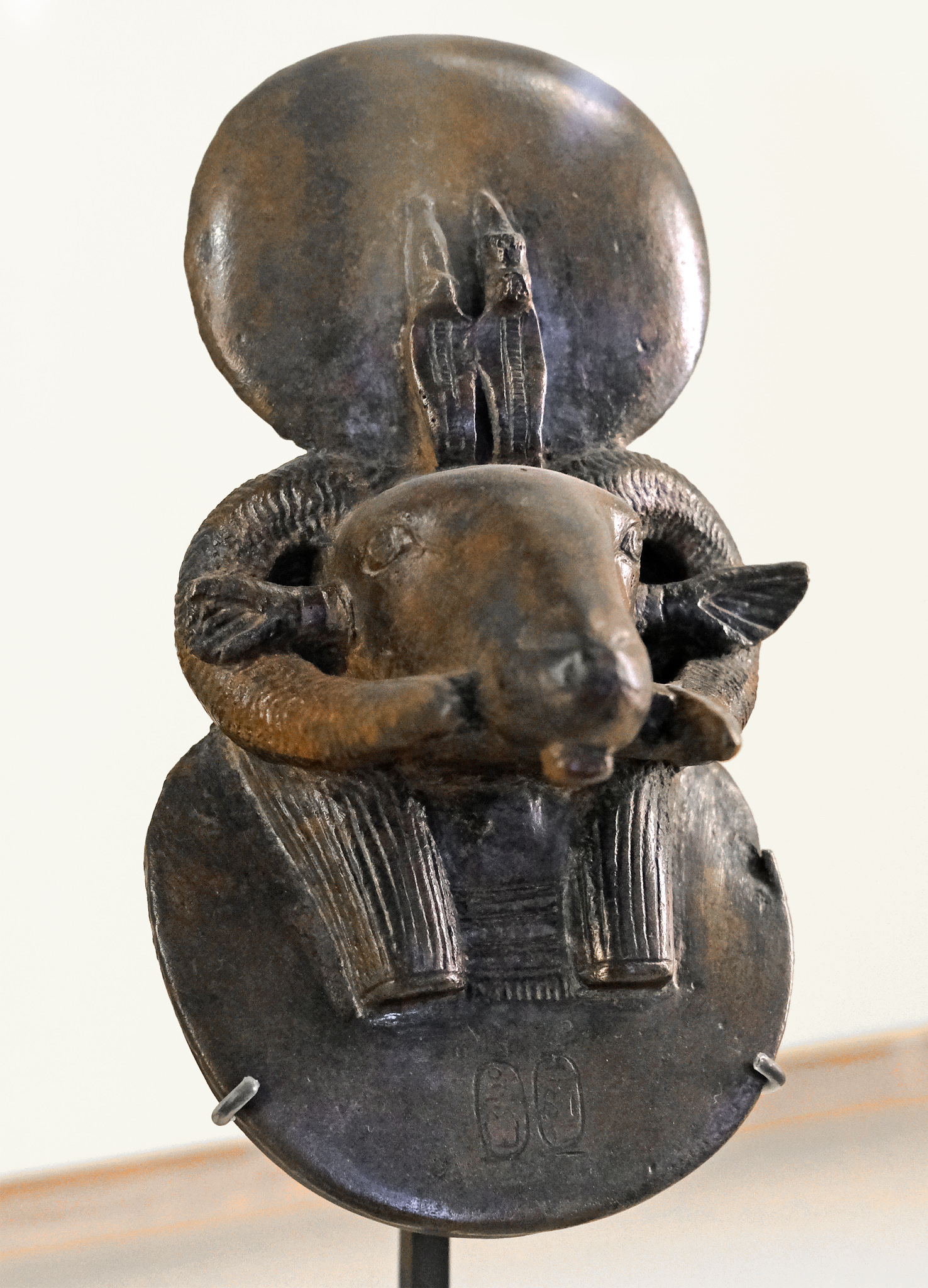
Enseigne divine. Amon bélier, inscrit au nom du roi Tanoutamon, 664-656. Bronze, H. 17 cm.Louvre
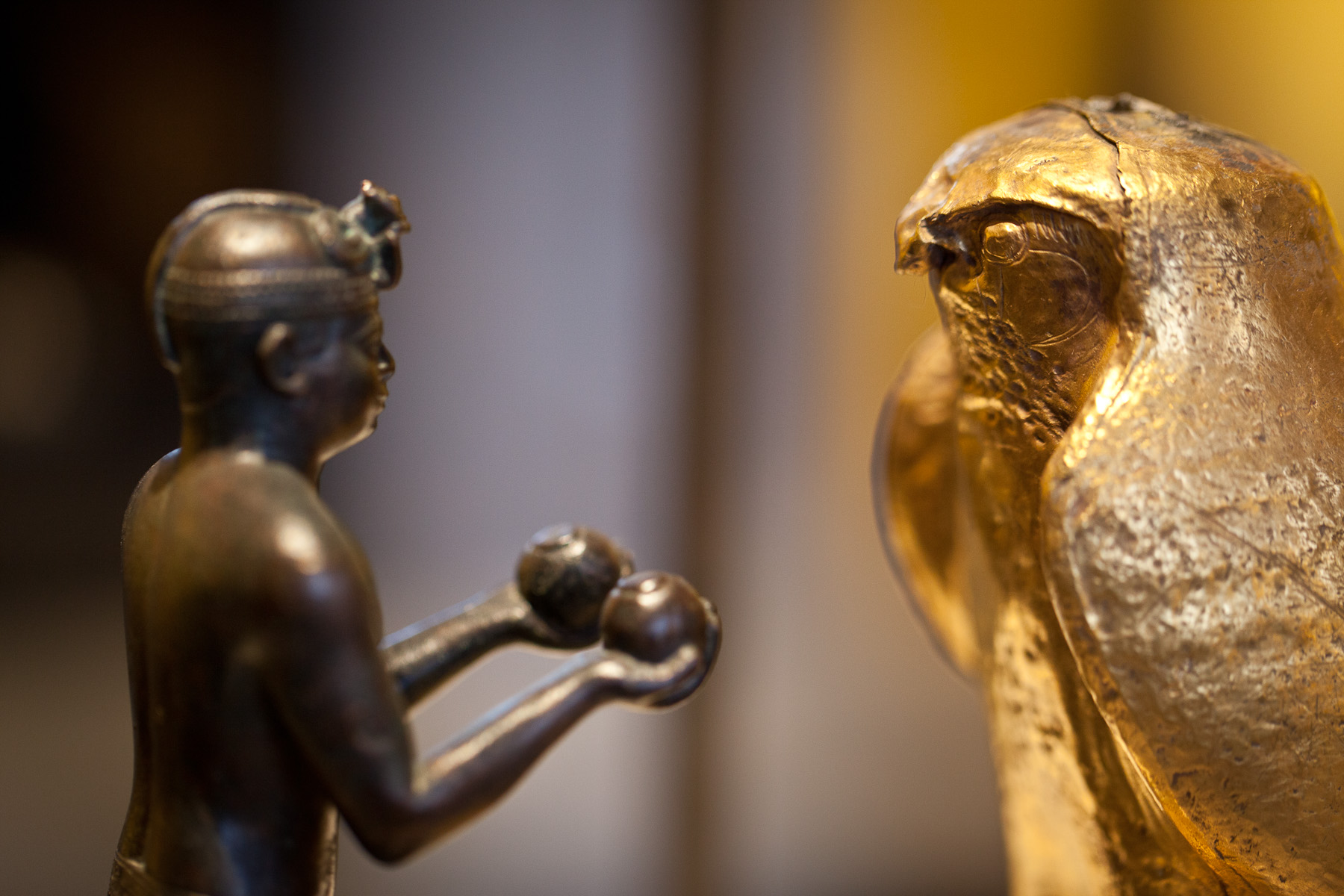
Le pharaon Taharqa présente des vases de vin au dieu Hémen. Bronze, grauwacke, or et bois. 690-664.Louvre
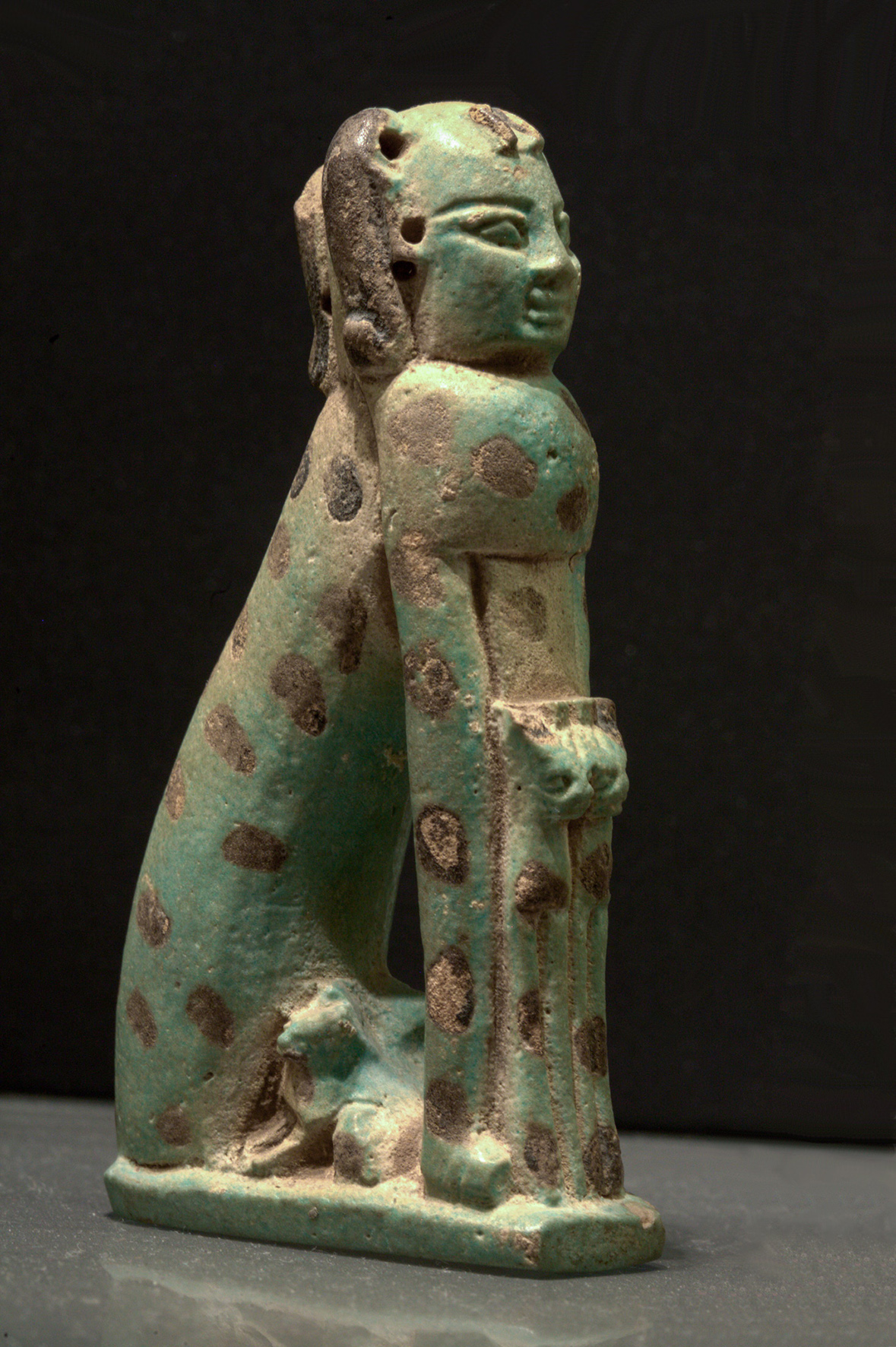
Statuette percée. Chatte à coiffure nubienne et son chaton, v. 780-525. Faïence siliceuse, bleu vert clair à pois brun noir. H. 17 cm.Louvre
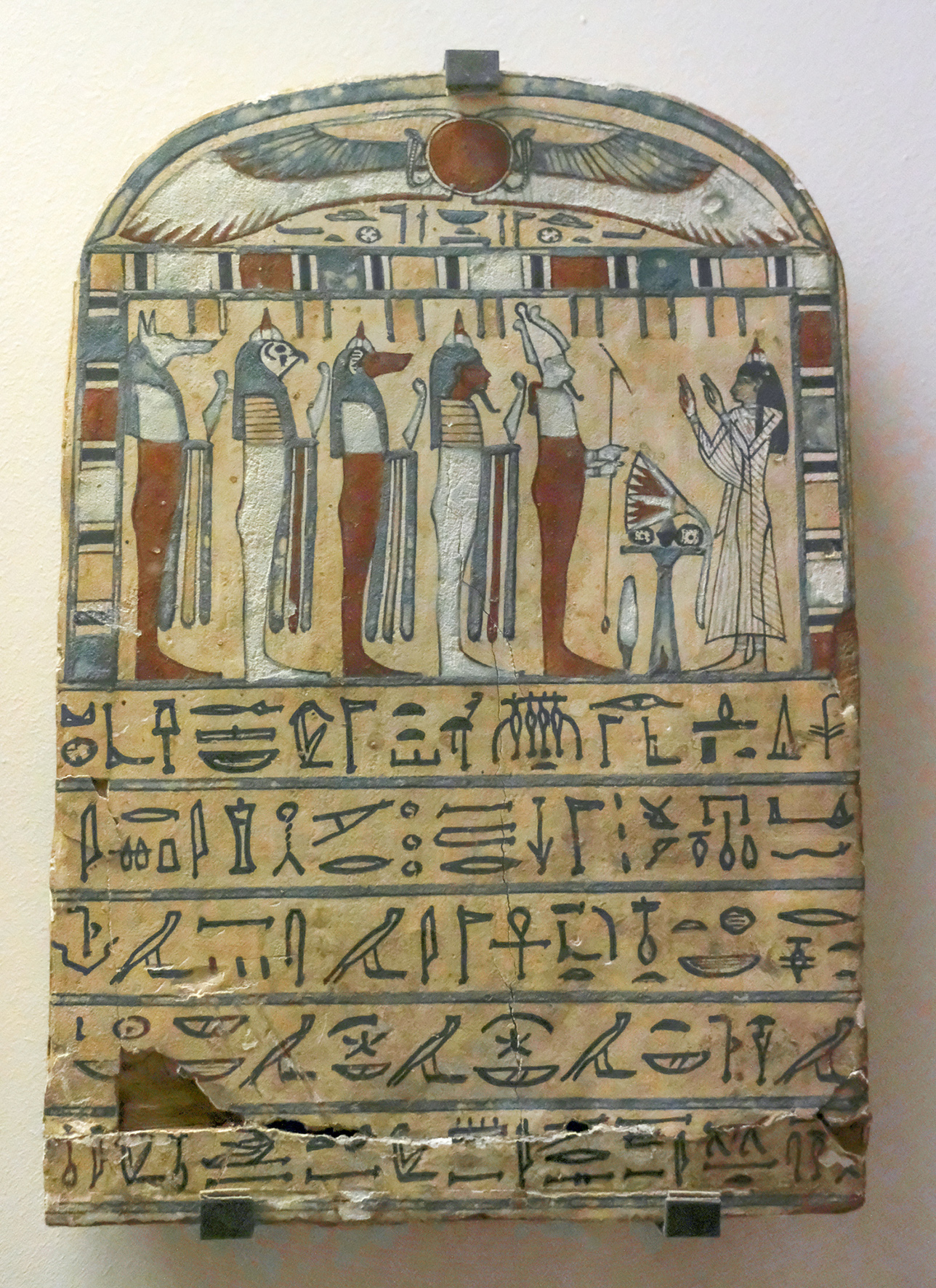
Stèle, bois peint. Dame Meresimen, chanteuse de la résidence d'Amon, en prière devant Osiris et les quatre fils d'Horus, v. 690-655.Louvre
Relief calcaire, 667-647. Portrait d'homme, reflet du style de la XVIIIe dynastie.Cleveland Museum of Art
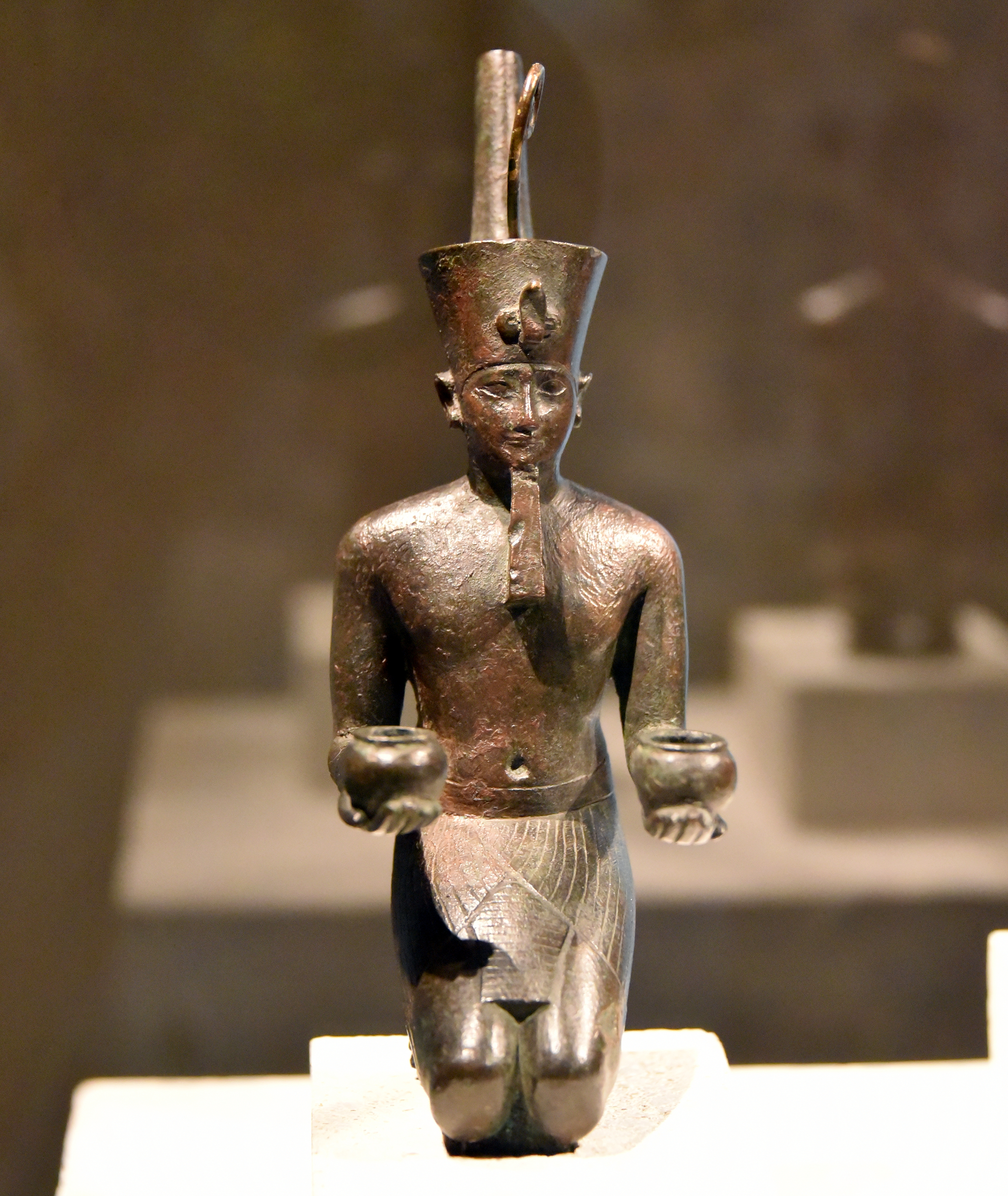
Roi koushite agenouillé à la couronne rouge de Basse-Égypte, 670 av. J.-C. Statuette. Bronze.Neues Museum
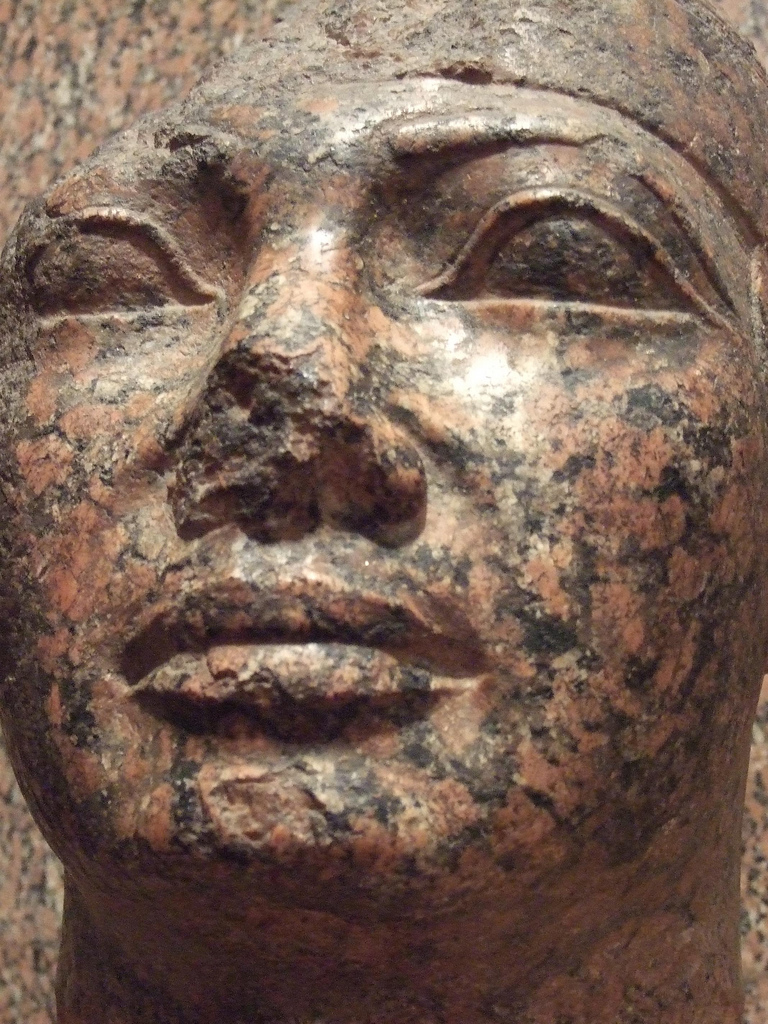
Le pharaon Chabataka (ou Shebitku). Granit rose.Musée de la Nubie
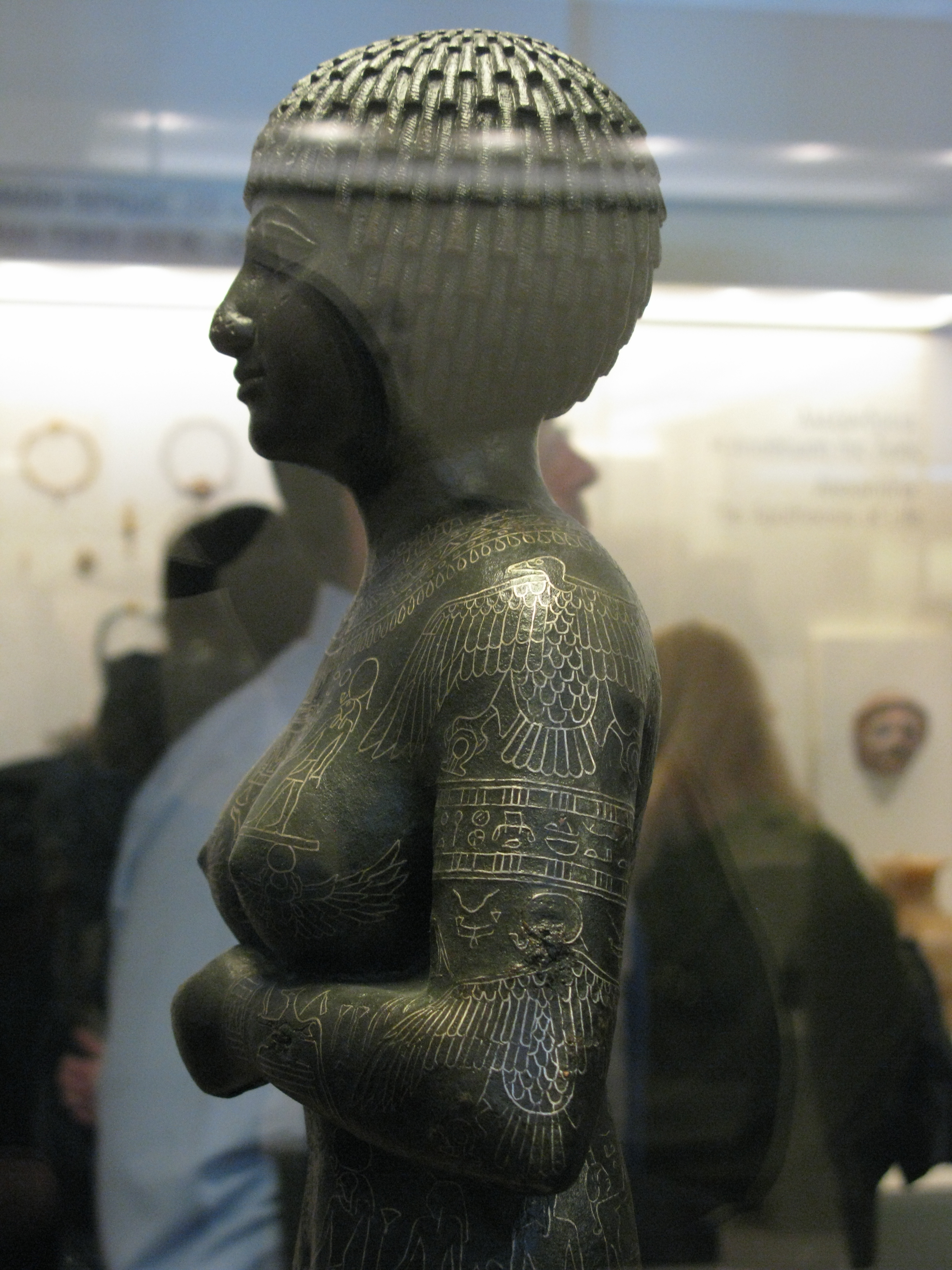
Statue de la princesse - prêtresse Takoushit. Alliage de cuivre avec incrustation de métaux précieux, v. 670[6]Musée national archéologique d'Athènes
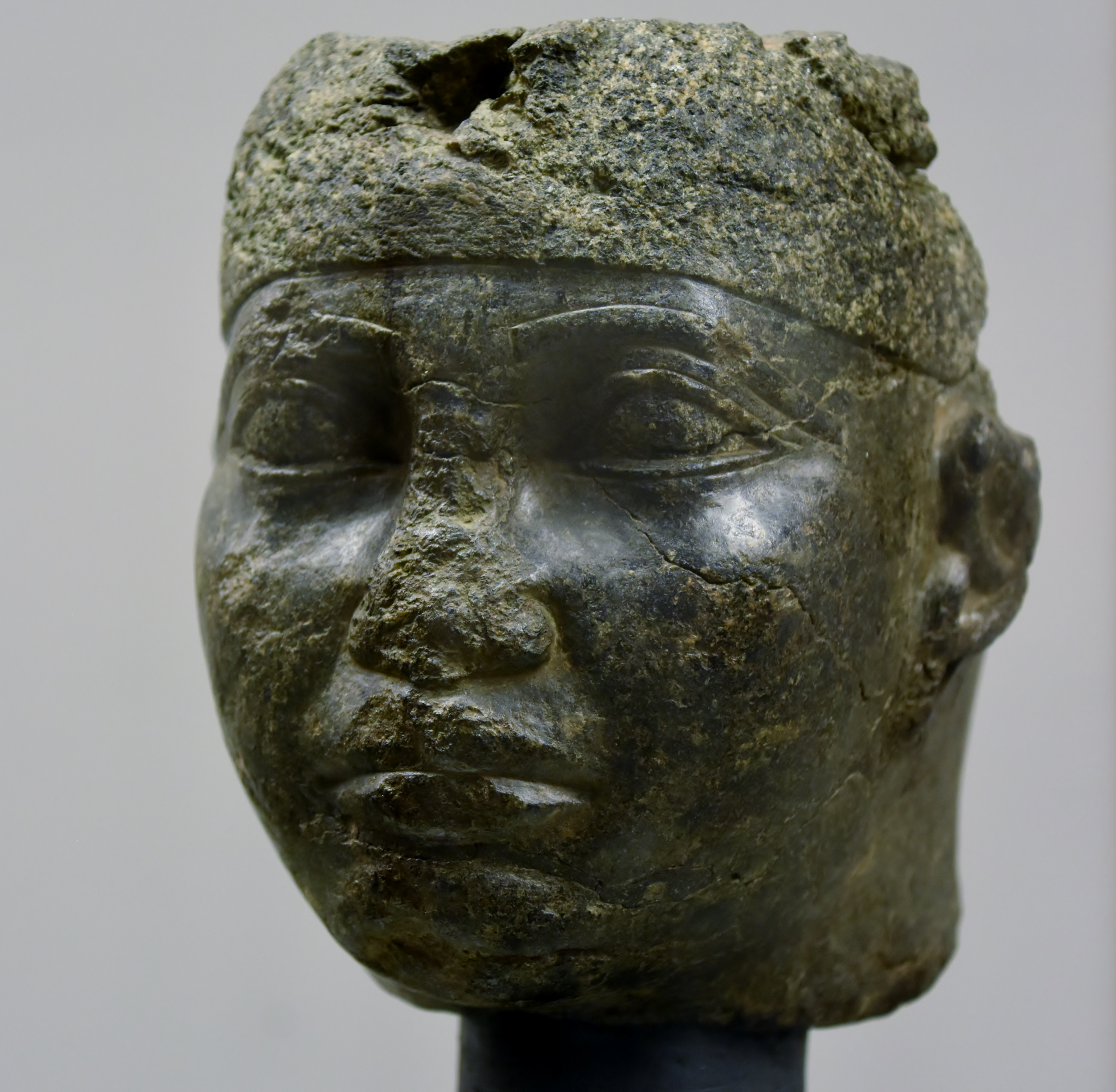
Le pharaon Taharqa, v. 690-64. Nubien du royaume de Koush. Serpentine verte Ny Carlsberg Glyptotek

## Pharaons de laXXVedynastie
|                              |               |        |                                  |                              |  |  |  |  |  |  |  |  |  |  |  |  |  |  |  |
| Rois de Napata               |               |        |                                  |                              |  |  |  |  |  |  |  |  |  |  |  |  |  |  |  |
|                              |               |        |                                  |                              |  |  |  |  |  |  |  |  |  |  |  |  |  |  |  |
| Alara                        | ? à 755 AEC   | Napata | El-Kourrou ?                     | ?                            |  |  |  |  |  |  |  |  |  |  |  |  |  |  |  |
| Kachta                       | 755 à 743 AEC | Napata | El-Kourrou ?                     | ?                            |  |  |  |  |  |  |  |  |  |  |  |  |  |  |  |
|                              |               |        |                                  |                              |  |  |  |  |  |  |  |  |  |  |  |  |  |  |  |
| Rois de Napata et pharaons   |               |        |                                  |                              |  |  |  |  |  |  |  |  |  |  |  |  |  |  |  |
|                              |               |        |                                  |                              |  |  |  |  |  |  |  |  |  |  |  |  |  |  |  |
| Piânkhy                      | 743 à 713 AEC | Napata | El-Kourrou, partiellement pillée | ?                            |  |  |  |  |  |  |  |  |  |  |  |  |  |  |  |
| Chabataka                    | 713 à 705 AEC | Napata | El-Kourrou, partiellement pillée | ?                            |  |  |  |  |  |  |  |  |  |  |  |  |  |  |  |
| Chabaka                      | 705 à 690 AEC | Napata | El-Kourrou, partiellement pillée | Réduite à l'état d'ossements |  |  |  |  |  |  |  |  |  |  |  |  |  |  |  |
| Taharqa                      | 690 à 664 AEC | Napata | Nouri, partiellement pillée      | Réduite à l'état d'ossements |  |  |  |  |  |  |  |  |  |  |  |  |  |  |  |
| Tanoutamon                   | 664 à 656 AEC | Napata | El-Kourrou, partiellement pillée | ?                            |  |  |  |  |  |  |  |  |  |  |  |  |  |  |  |
|                              |               |        |                                  |                              |  |  |  |  |  |  |  |  |  |  |  |  |  |  |  |
| Rois de Tanis concurrents    |               |        |                                  |                              |  |  |  |  |  |  |  |  |  |  |  |  |  |  |  |
|                              |               |        |                                  |                              |  |  |  |  |  |  |  |  |  |  |  |  |  |  |  |
| Gemenefkhonsoubak            | 700 à 680 AEC | Tanis  | ?                                | ?                            |  |  |  |  |  |  |  |  |  |  |  |  |  |  |  |
| Pétoubastis II ou Padibastet | 680 à 665 AEC | Tanis  | ?                                | ?                            |  |  |  |  |  |  |  |  |  |  |  |  |  |  |  |
| Néferkarê                    | 665 à 657 AEC | Tanis  | ?                                | ?                            |  |  |  |  |  |  |  |  |  |  |  |  |  |  |  |
| Penamon ou Penamoun          | 657 à ? AEC   | Tanis  | ?                                | ?                            |  |  |  |  |  |  |  |  |  |  |  |  |  |  |  |

#### Ouvrages
- Frédéric Payraudeau, L'Égypte et la Vallée du Nil : Les époques tardives, t. 3, Paris, PUF, coll. « Nouvelle Clio », 2020, 624 p. (ISBN 978-2130591368).
- Damien Agut et Juan Carlos Moreno-Garcia, L'Égypte des pharaons : de Narmer à Dioclétien : 3150 av. J.-C. - 284 apr. J.-C., Paris, Belin, coll. « Mondes anciens », 2016, 847 p., 24 cm (ISBN 978-2-7011-6491-5 et 2-7011-6491-5, SUDOC 196173981).
- Dominique Valbelle, Charles Bonnet, Séverine Marchi, Claude Rilly (collaborateur) et Louis Chaix (collaborateur), Le jujubier : Ville sacrée des pharaons noirs, Khéops, 2021, 312 p., 30 cm (ISBN 978-2-916142-22-7 et 2-916142-22-3, SUDOC 256057427, lire en ligne).
- Charles Bonnet et Dominique Valbelle (préf. Jean Leclant), Des pharaons venus d'Afrique : la cachette de Kerma, Citadelles & Mazenod, 2005, 215 p., 34 cm (ISBN 2-85088-216-X, SUDOC 09240815X).
- Charles Bonnet, Les pharaons noirs : Une histoire de la Nubie, Favre, 10 septembre 2024, 216 p. (ISBN 978-2-8289-2154-5).

#### Documentaire
- Le royaume des pharaons noirs de David Starkey.